# Ух
Ух — река в России, протекает по территории Советского района Ханты-Мансийского автономного округа, близ городов Югорск и Советский. Устье реки находится в 923 км по правому берегу реки Конды. Длина реки составляет 134 км, площадь водосборного бассейна — 554 км².

## Данные водного реестра
По данным государственного водного реестра России относится к Иртышскому бассейновому округу, водохозяйственный участок реки — Конда, речной подбассейн реки — Конда. Речной бассейн реки — Иртыш.
По данным геоинформационной системы водохозяйственного районирования территории РФ, подготовленной Федеральным агентством водных ресурсов:
- Код водного объекта в государственном водном реестре — 14010600112115300015743
- Код по гидрологической изученности (ГИ) — 115301574
- Код бассейна — 14.01.06.001
- Номер тома по ГИ — 15
- Выпуск по ГИ — 3

### Притоки (км от устья)
- 99 км: река Мань-Ух (лв)